# Cobra-coral
Cobra-coral é uma denominação comum a várias serpentes da família Elapidae, da tribo Calliophini, que podem ser subdivididas em dois grupos: corais do Velho Mundo e corais do Novo Mundo. Existem 16 espécies de corais do Velho Mundo, pertencentes aos gêneros Calliophis, Hemibungarus e Sinomicrurus, e mais de 65 espécies de corais do Novo Mundo, incluídas nos gêneros Leptomicrurus, Micruroides, e Micrurus. Estudos genéticos indicam que as linhagens mais basais de corais se encontram na Ásia, indicando que elas se originaram no Velho Mundo. No Brasil, podem ser conhecidas pelos nomes cobra-coral-venenosa, coral-venenosa, coral-verdadeira, ibiboboca, ibiboca e ibioca.
As cobras-corais não dão "bote" e apresentam hábitos fossoriais, vivendo em sua maior parte escondidas embaixo de troncos e folhagem. A dentição é do tipo proteróglifa, característica que certamente as diferem das falsas-corais, que apresentam dentição opistóglifa ou áglifa. Existe um antigo ditado para distinguir corais-verdadeiras de corais-falsas: Vermelho com amarelo perto, fique esperto. Vermelho com preto ligado, pode ficar sossegado. O ditado está incorreto, dado que não existe um padrão de coloração exclusivo das corais-verdadeiras e muitas falsas-corais conseguem mimetizar perfeitamente um coral. A única forma de diferenciar os dois tipos de cobras é pela dentição.
Apresentam uma peçonha de baixo peso molecular que se espalha pelo organismo da vítima de forma muito rápida. A coral necessita ficar "grudada" para inocular a peçonha pelas pequenas presas. A cobra-coral é tão peçonhenta quanto uma naja. A sua peçonha é neurotóxica, ou seja, atinge o sistema nervoso, causando dormência na área da picada, problemas respiratórios (sobretudo no diafragma) e caimento das pálpebras, podendo levar uma pessoa adulta ao óbito em poucas horas. O tratamento é feito com o soro antielapídico.
As corais são noturnas e vivem sob folhas, galhos, pedras, buracos ou dentro de troncos em decomposição. Para se defender, geralmente levantam a sua cauda, enganando o ameaçador com sua forte coloração. As atividades diurnas estão ligadas às buscas para reprodução e maior necessidade de aquecimento que as fêmeas grávidas apresentam. Após o acasalamento, a fêmea põe de 3 a 18 ovos, que em condições propícias abrem após 90 dias aproximadamente. Dada a capacidade de armazenar o esperma do macho, a fêmea pode realizar várias posturas antes de uma nova cópula.
Os acidentes ocorrem com pessoas que não tomam as devidas precauções ao transitar pelos locais que possuem serpentes. Ao se sentir acuada ou ser atacada, a cobra-coral rapidamente contra-ataca, por isso recomenda-se o uso de botas de borracha cano alto, calça comprida e luvas de couro, bem como evitar colocar a mão em buracos, fendas, etc. A pessoa acidentada deve ser levada imediatamente ao médico ou posto de saúde, procurando-se, se possível, capturar a cobra ainda viva. Deve-se evitar que a pessoa se locomova ou faça esforços, para que o veneno não se espalhe mais rápido no corpo. Deve-se também evitar técnicas como abrir a ferida para retirar o veneno, chupar o sangue, isolar a área atingida, fazer torniquetes, etc., sendo o soro a melhor opção.

## Etimologia
Ibiboboca vem do nome de língua tupi da cobra, ybyboboka, que etimologicamente significa fende-terra, pois "... Elas, no rojarem, fendem a terra à maneira de toupeiras..." (conforme José de Anchieta). O nome vem, portanto, de yby, terra, e o verbo bobok, fender.

## Dieta
A dieta de Micrurus corallinus (Merrem, 1820) em ambiente natural é especializada, compreendendo anfisbenídeos, gimnofiones, lagartos e colubrídeos. Em cativeiro, é reportada a utilização de alimentos congelados e recém-mortos. A rejeição a esses alimentos leva à indução dos mesmos, como um procedimento frequentemente utilizado em serpentes mantidas em cativeiro. Vários aspectos negativos já foram relatados, como estresse, regurgitação e maior ocorrência de doenças.

## Espécies de corais do Velho Mundo

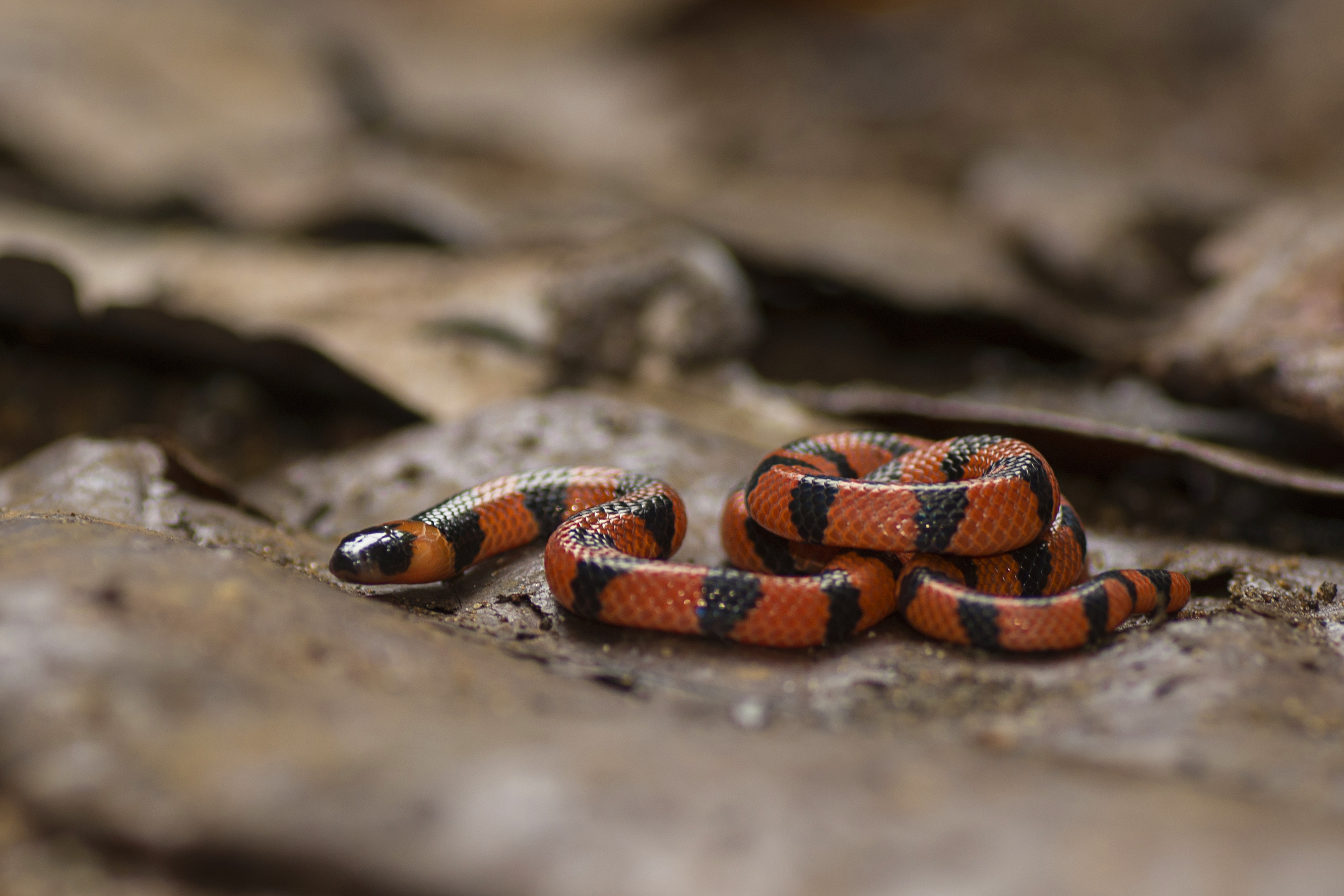
Calliophis bibroni

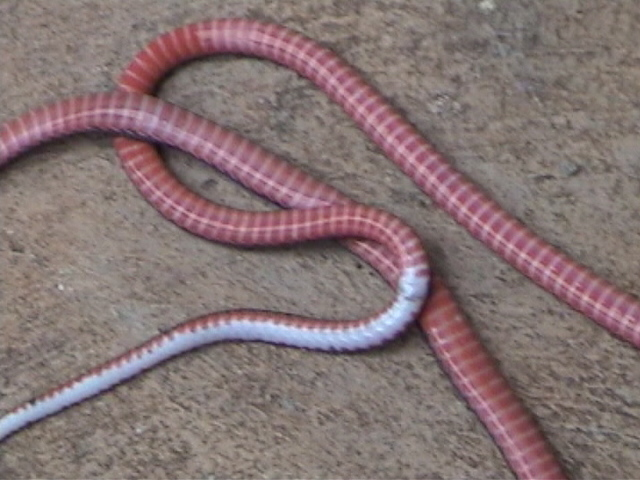
Calliophis nigrescens

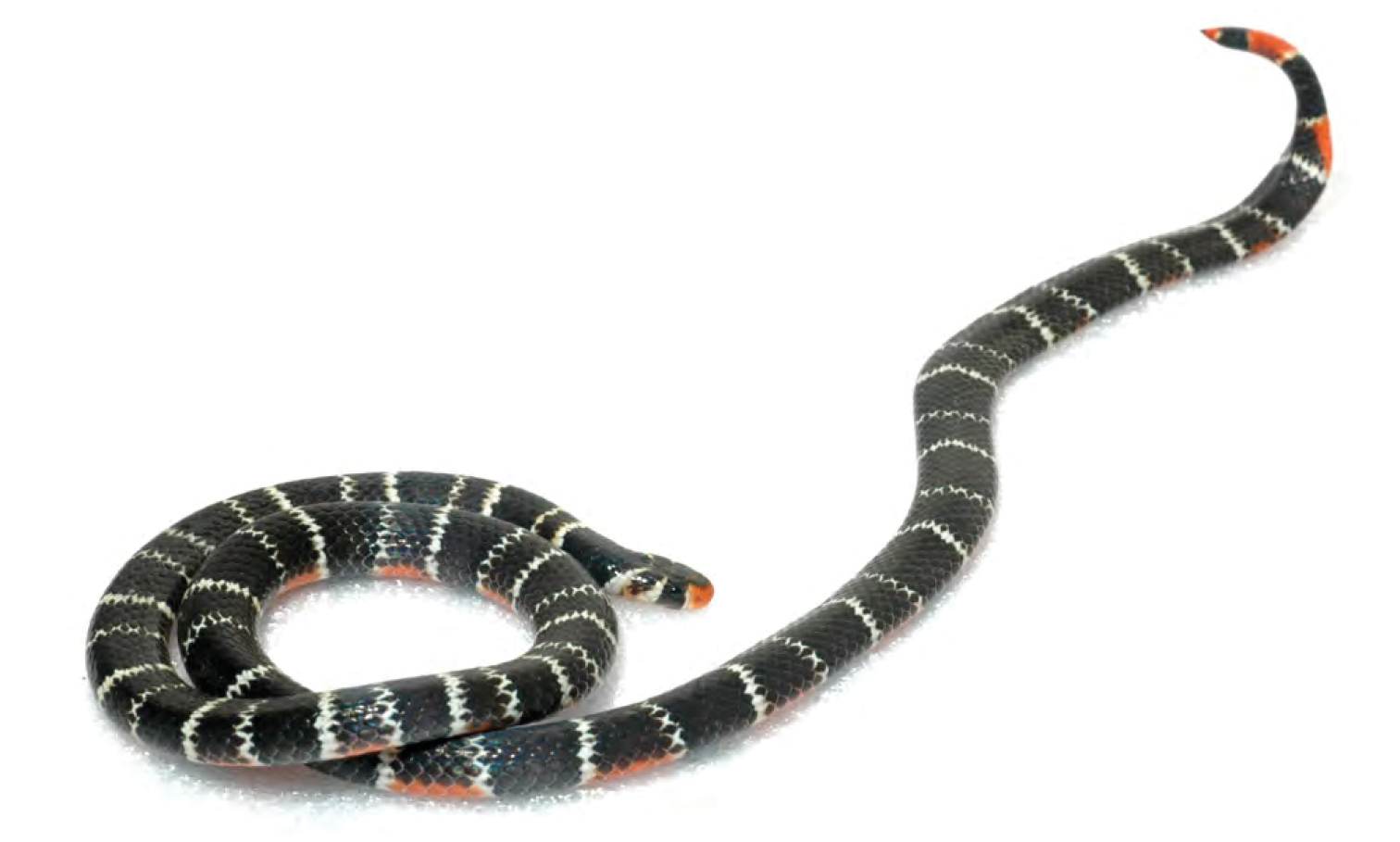
Hemibungarus calligaster

### GêneroCalliophis
Espécies:
- Calliophis beddomei M.A. Smith, 1943
- Calliophis bibroni (Jan, 1858)
- Calliophis bivirgatus (F. Boie, 1827)
- Calliophis castoe E.N. Smith, Ogale, Deepak & Giri, 2012
- Calliophis gracilis Gray, 1835 –
- Calliophis haematoetron E.N. Smith, Manamendra-Arachchi & Somweera, 2008
- Calliophis intestinalis (Laurenti, 1768)
- Calliophis maculiceps (Günther, 1858) Malásia, Vietnã, Camboja, Laos
- Calliophis melanurus (Shaw, 1802) – Índia, Bangladesh, Sri Lanka
- Calliophis nigrescens (Günther, 1862) – Índia

### GêneroHemibungarus
Espécies:
- Hemibungarus calligaster (Wiegmann, 1835) - Filipinas

### GêneroSinomicrurus
Espécies:
- Sinomicrurus hatori (Takahashi, 1930) Taiwan
- Sinomicrurus japonicus (Günther, 1868) – Ryūkyū
- Sinomicrurus kelloggi (Pope, 1928) – Kellogg's coral snake Vietnã, Laos, China
- Sinomicrurus macclellandi (J.T. Reinhardt, 1844) – Índia, Nepal, Myanmar, Tailândia, Vietnã, China, Ryūkyū, Taiwan
- Sinomicrurus sauteri (Steindachner, 1913) Taiwan

## Espécies de corais do Novo Mundo

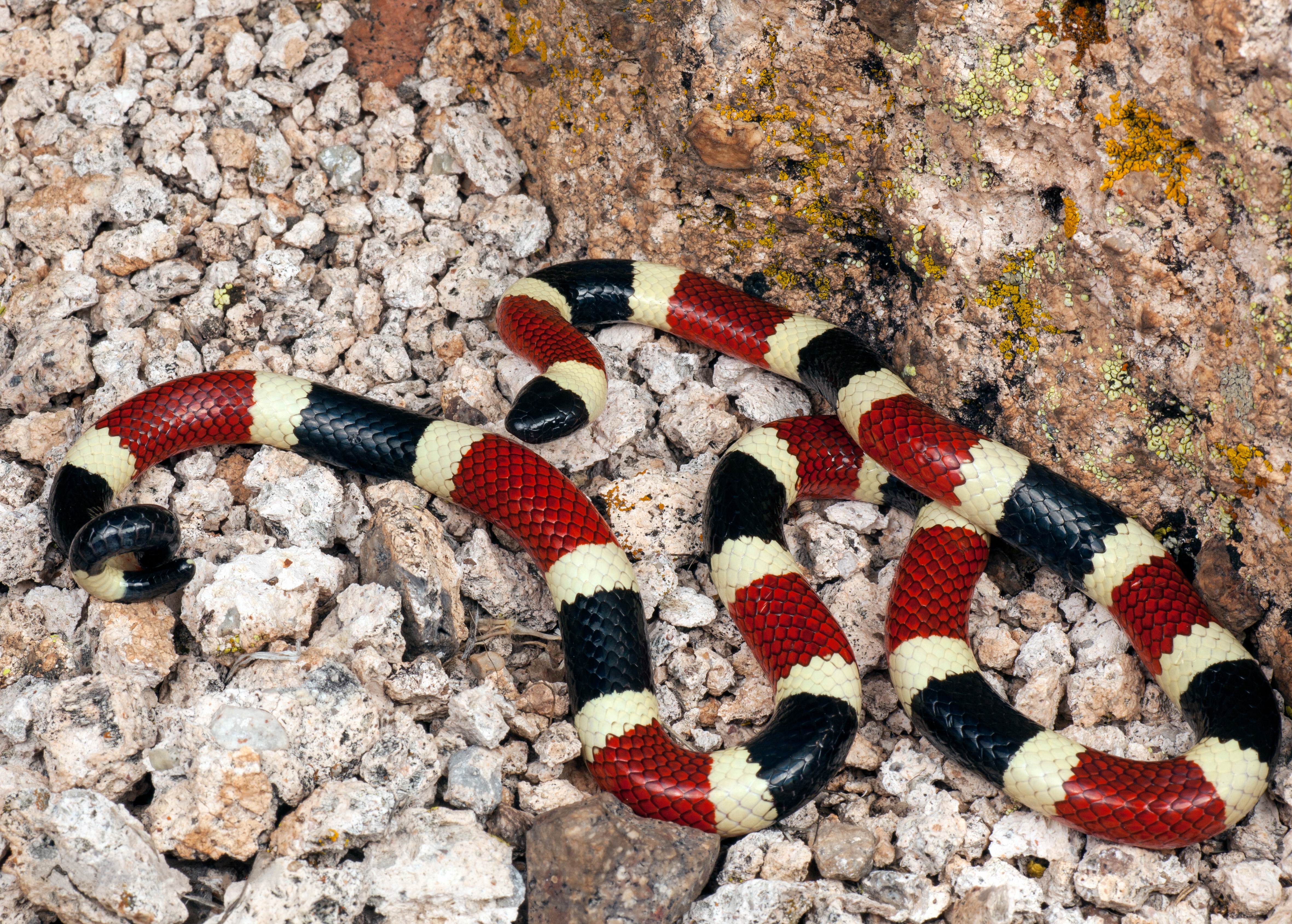
Micruroides euryxanthus

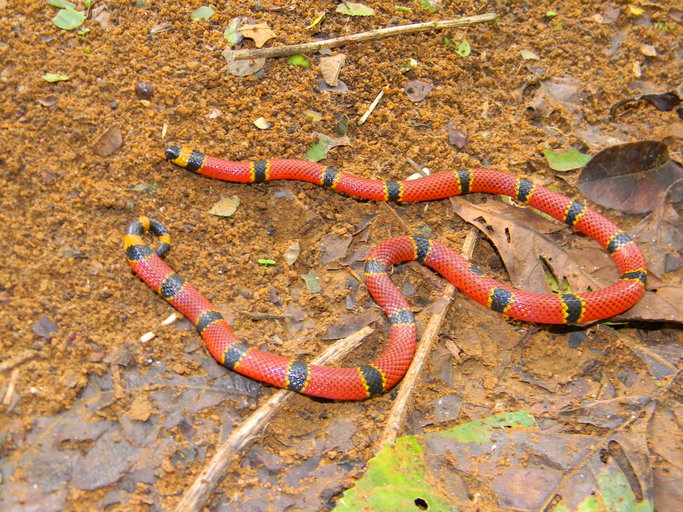
Micrurus browni

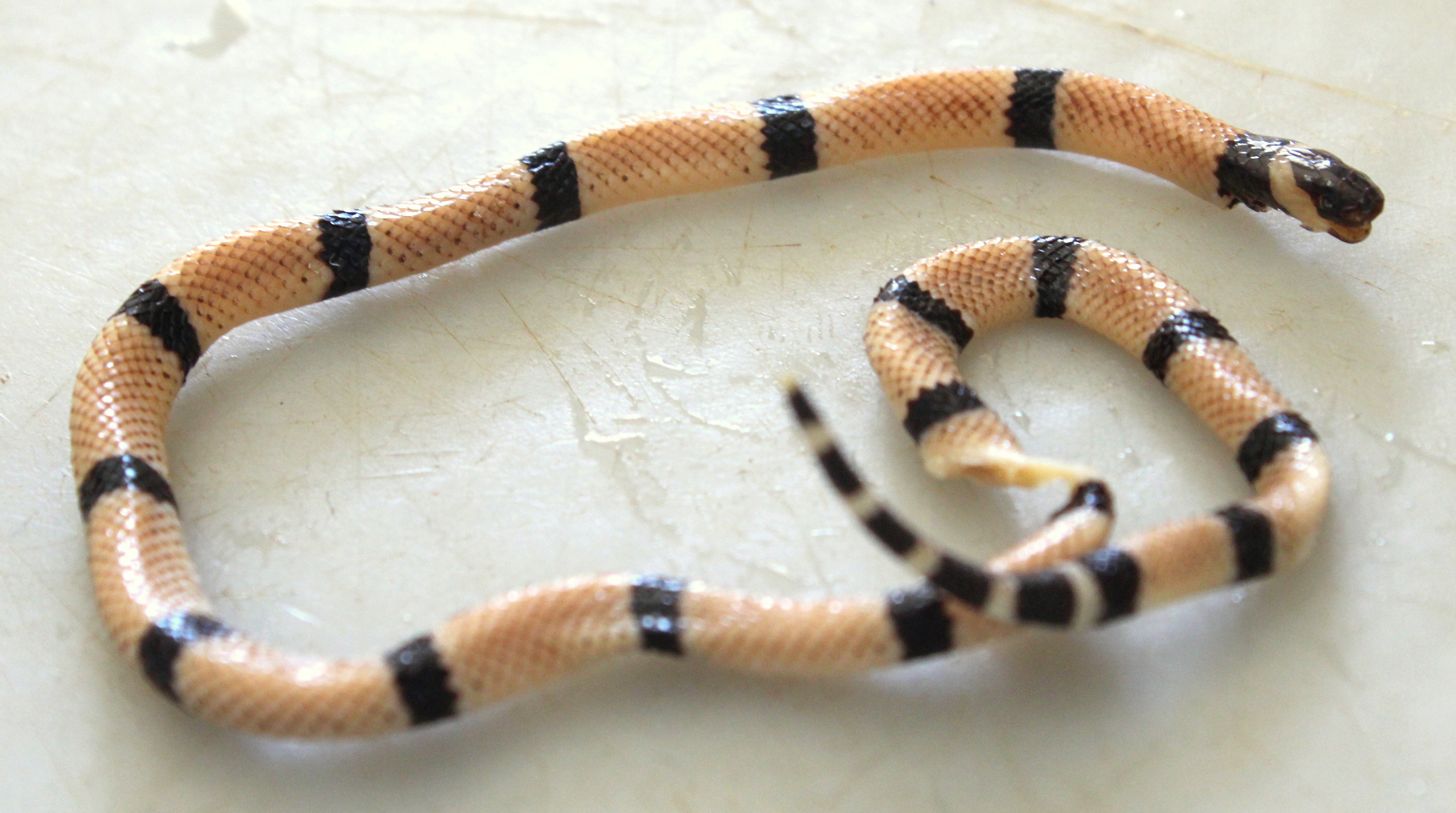
Micrurus corallinus

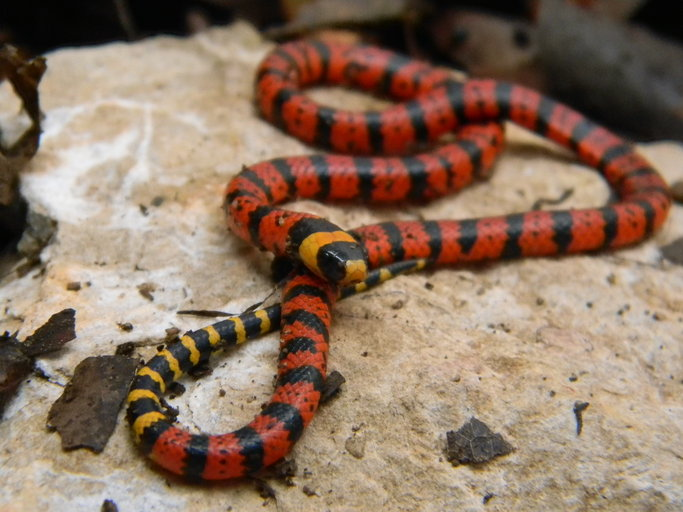
Micrurus diastema

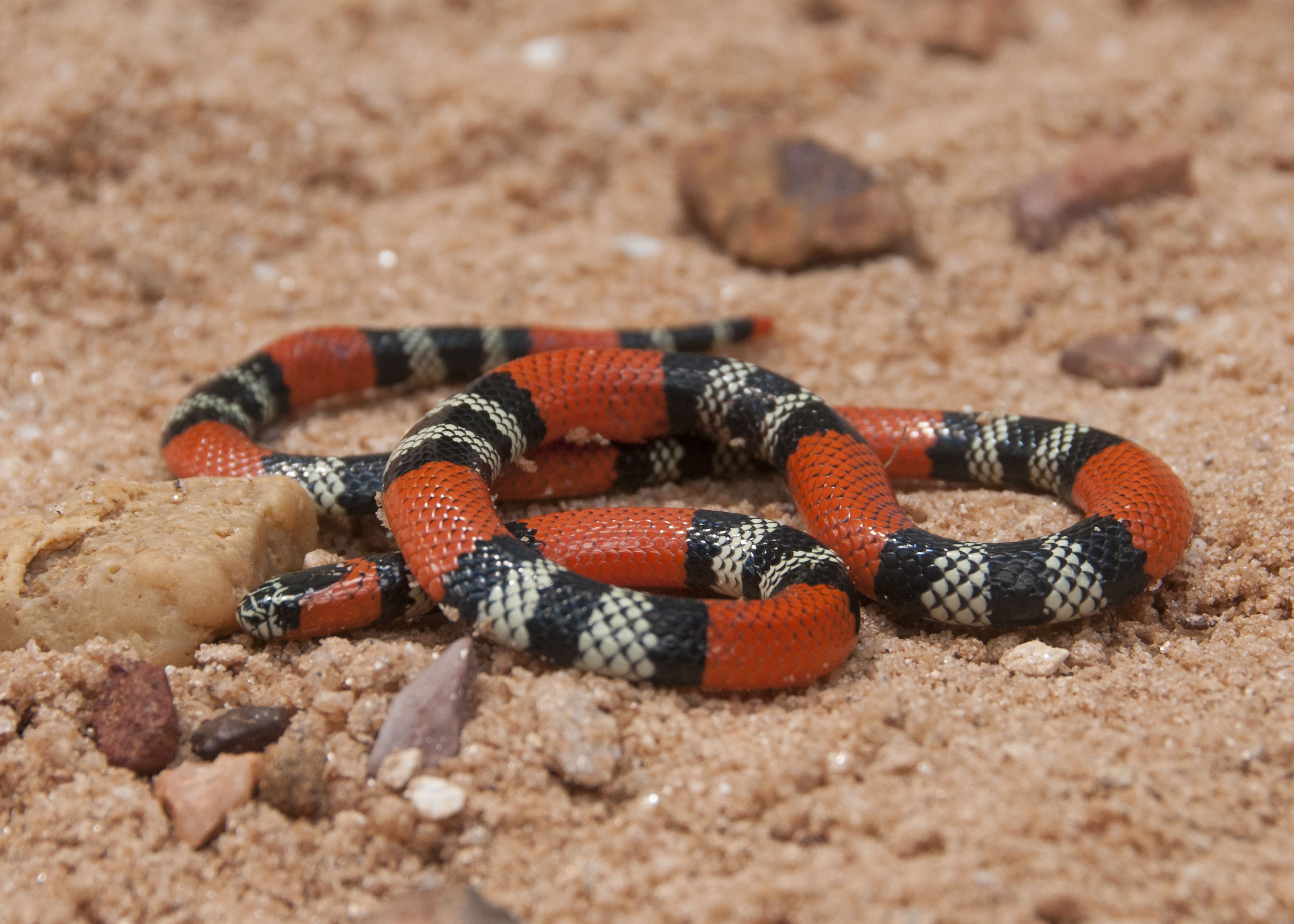
Micrurus frontalis

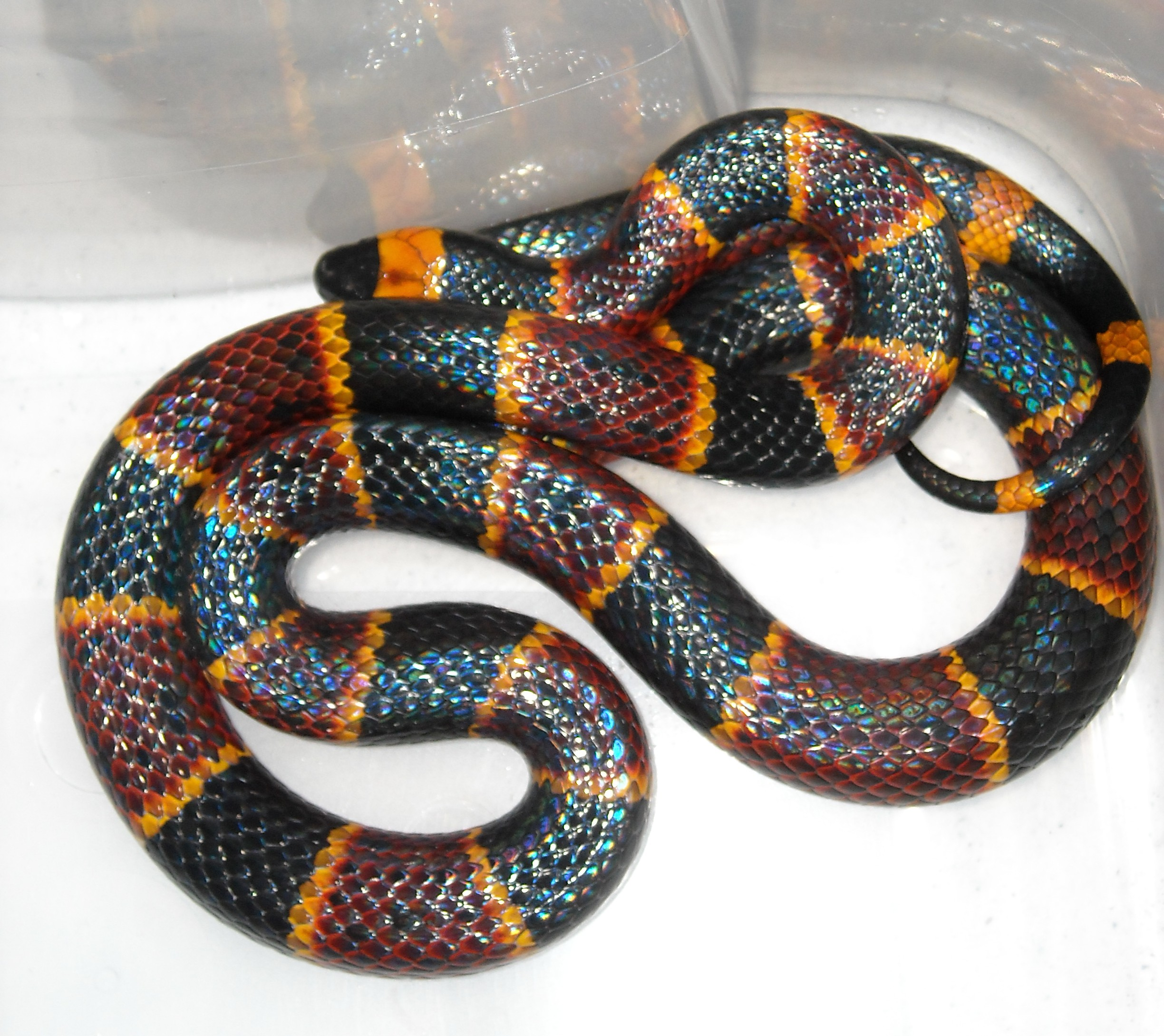
Micrurus fulvius

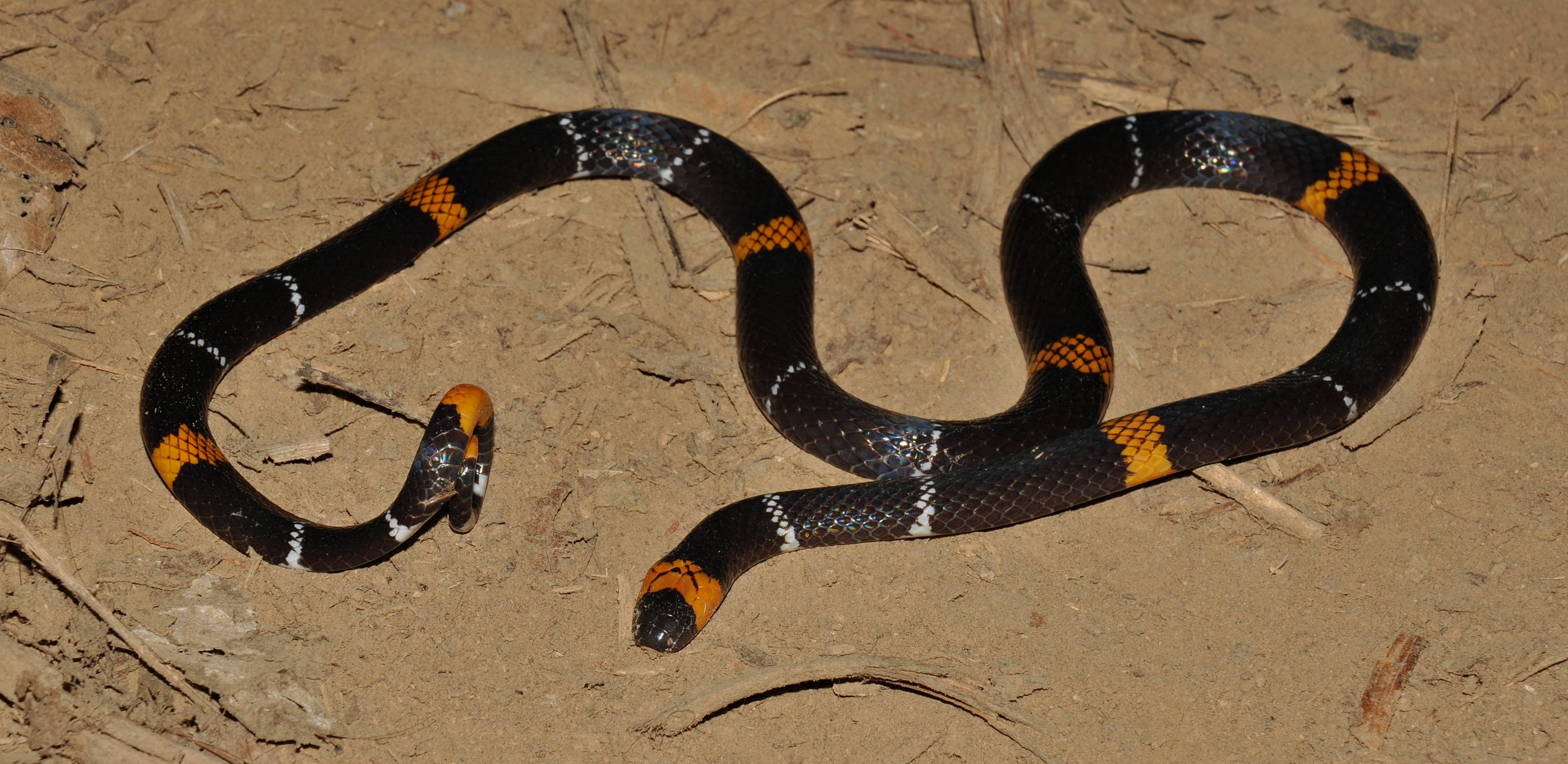
Micrurus hemprichii

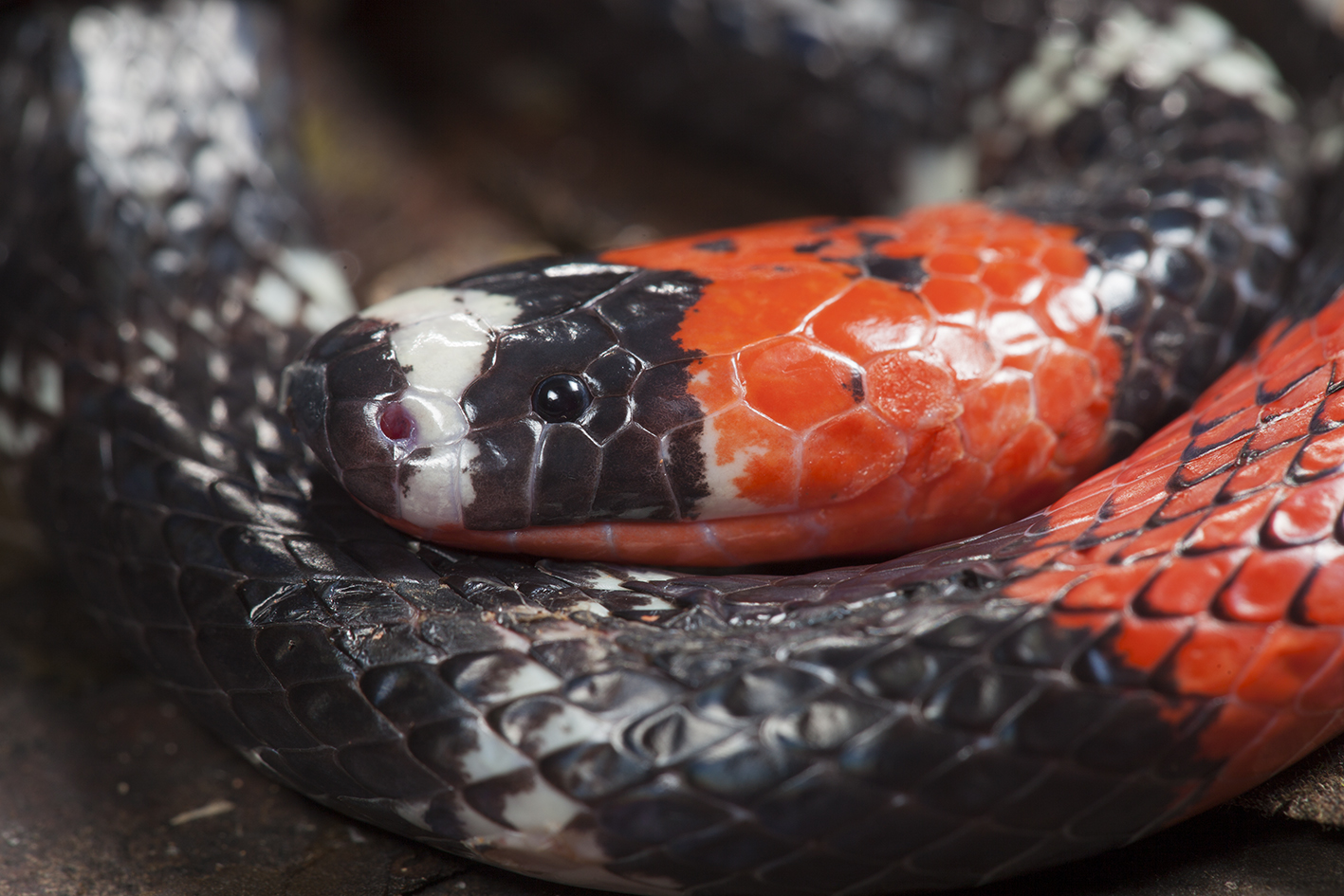
Micrurus lemniscatus

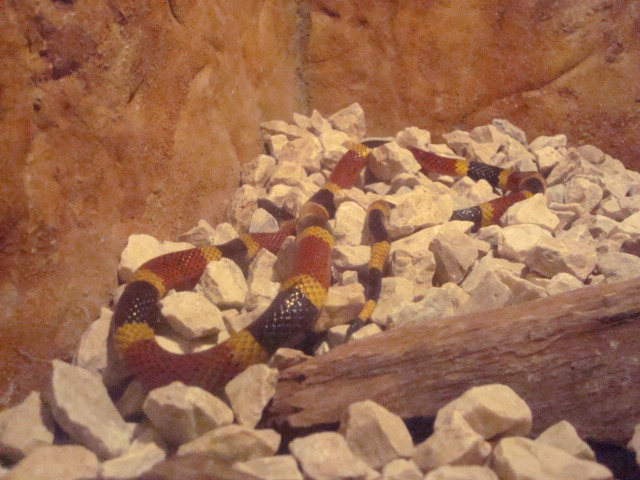
Micrurus mosquitensis

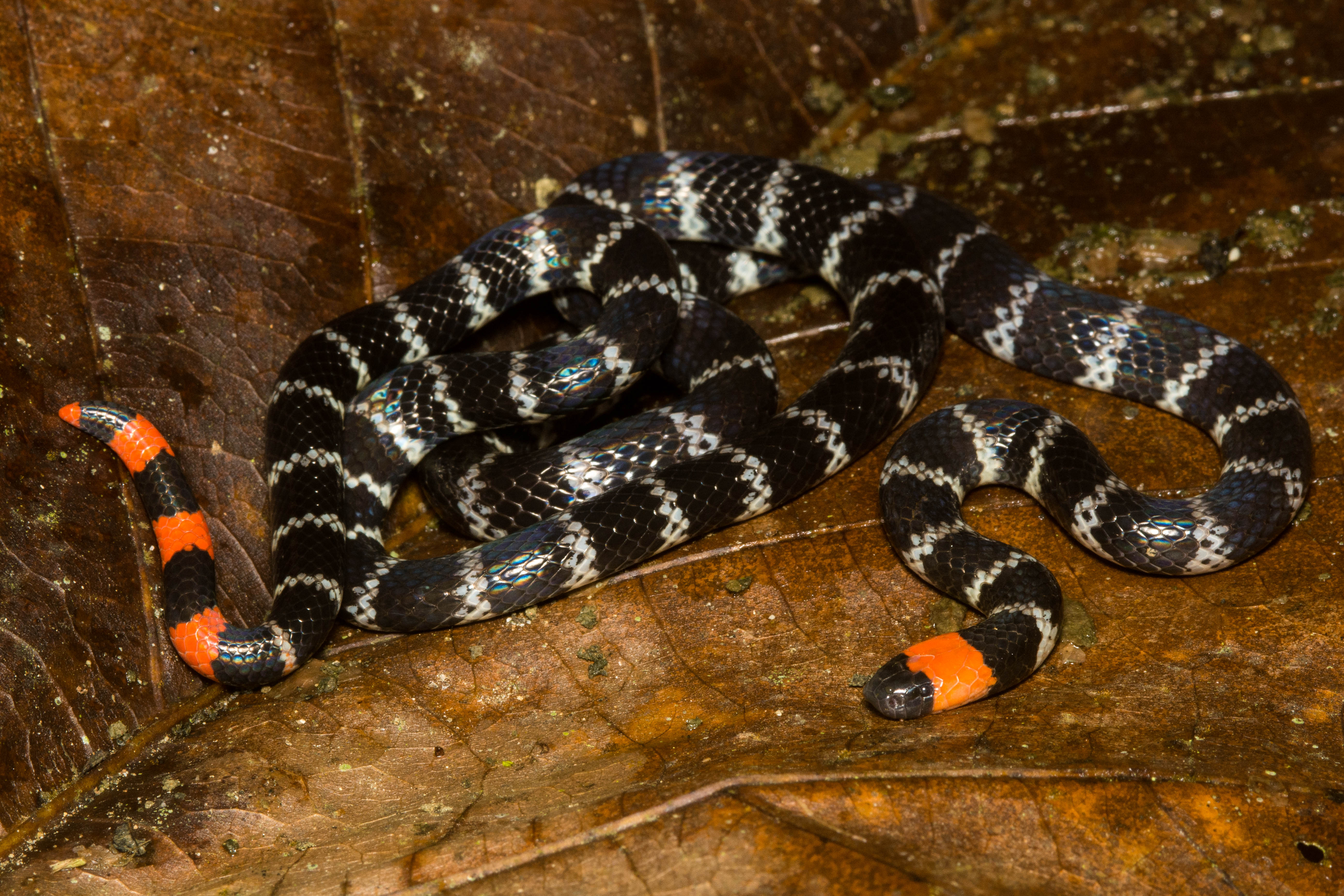
Micrurus mipartitus

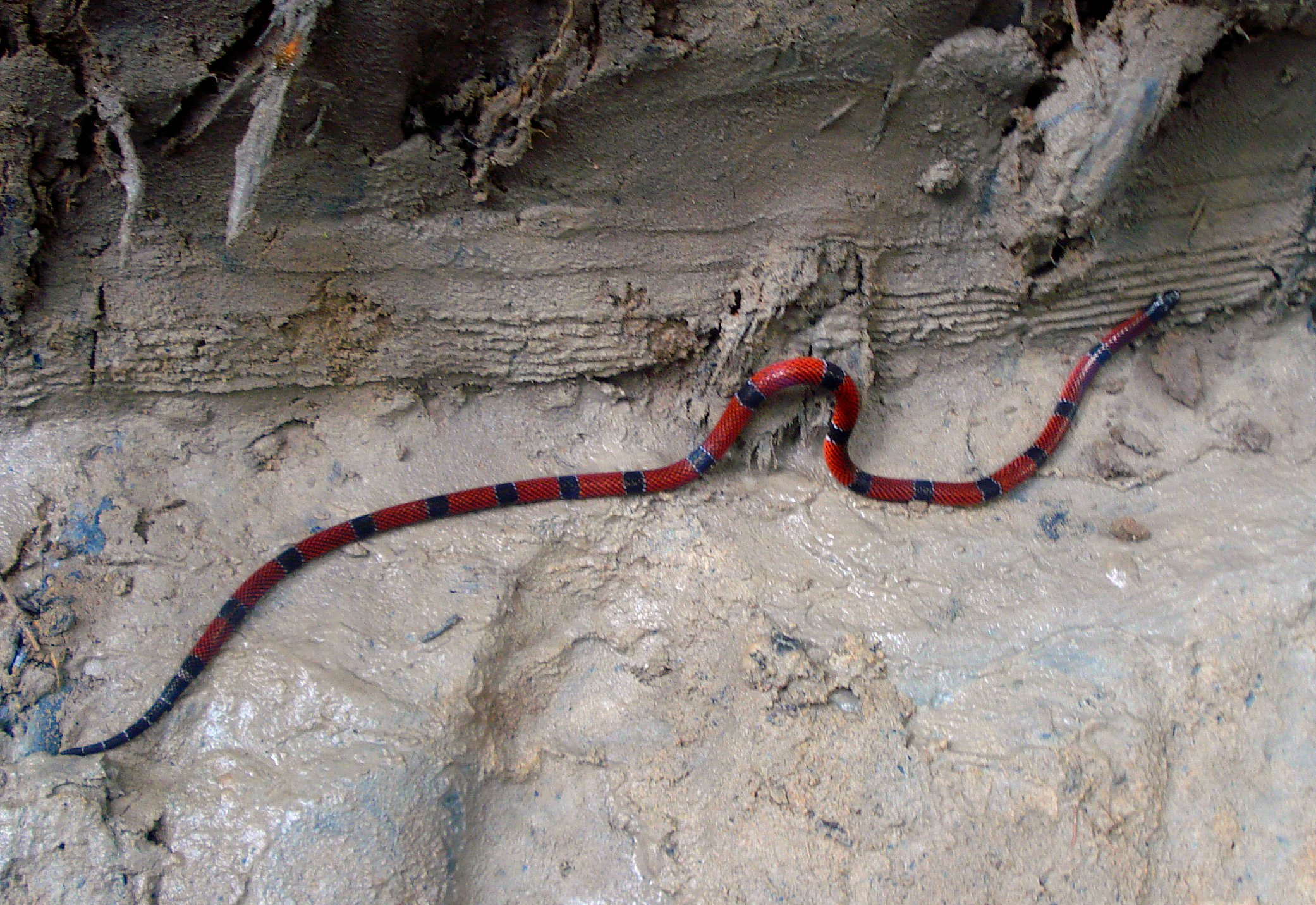
Micrurus paraensis

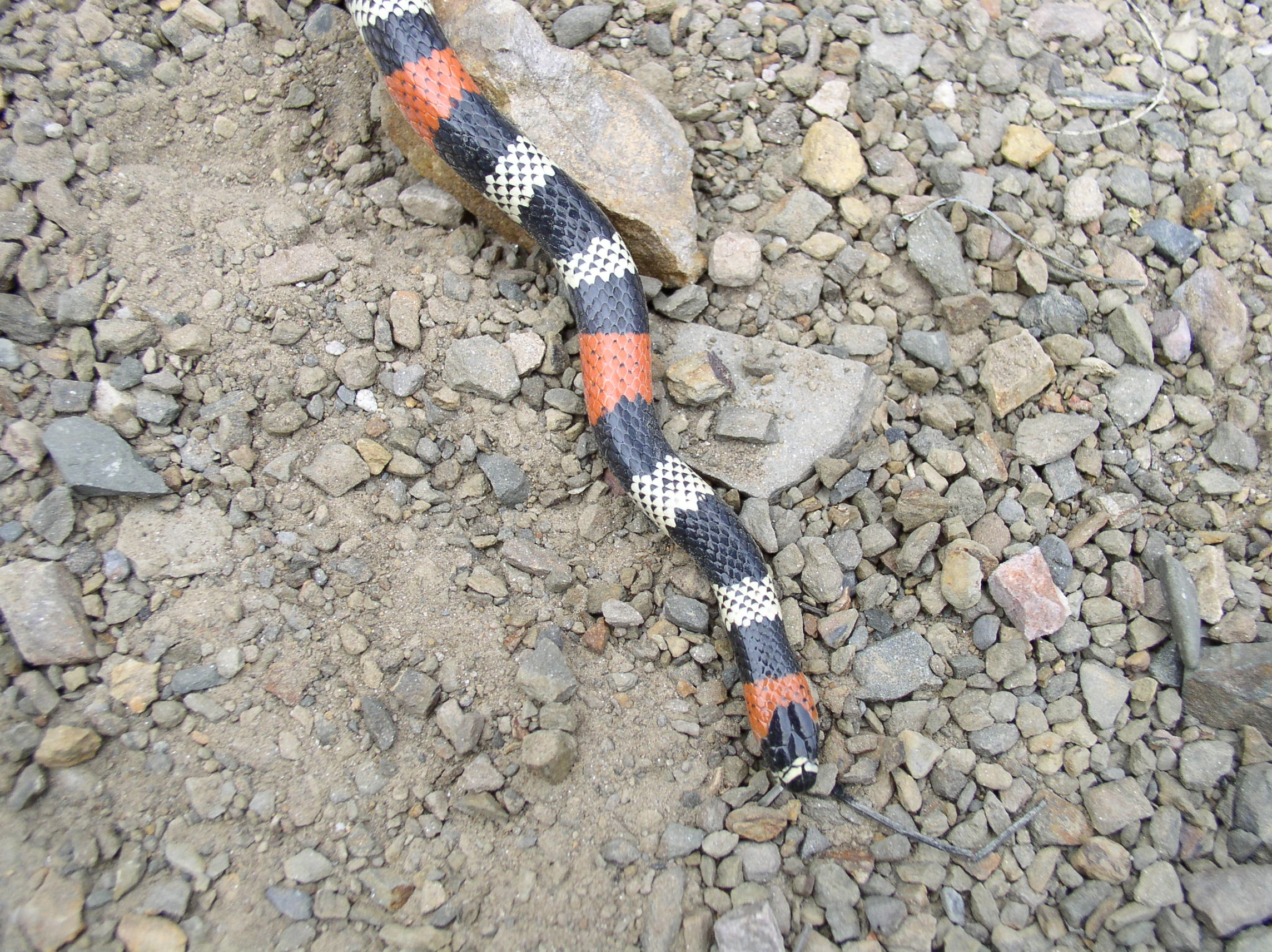
Micrurus serranus

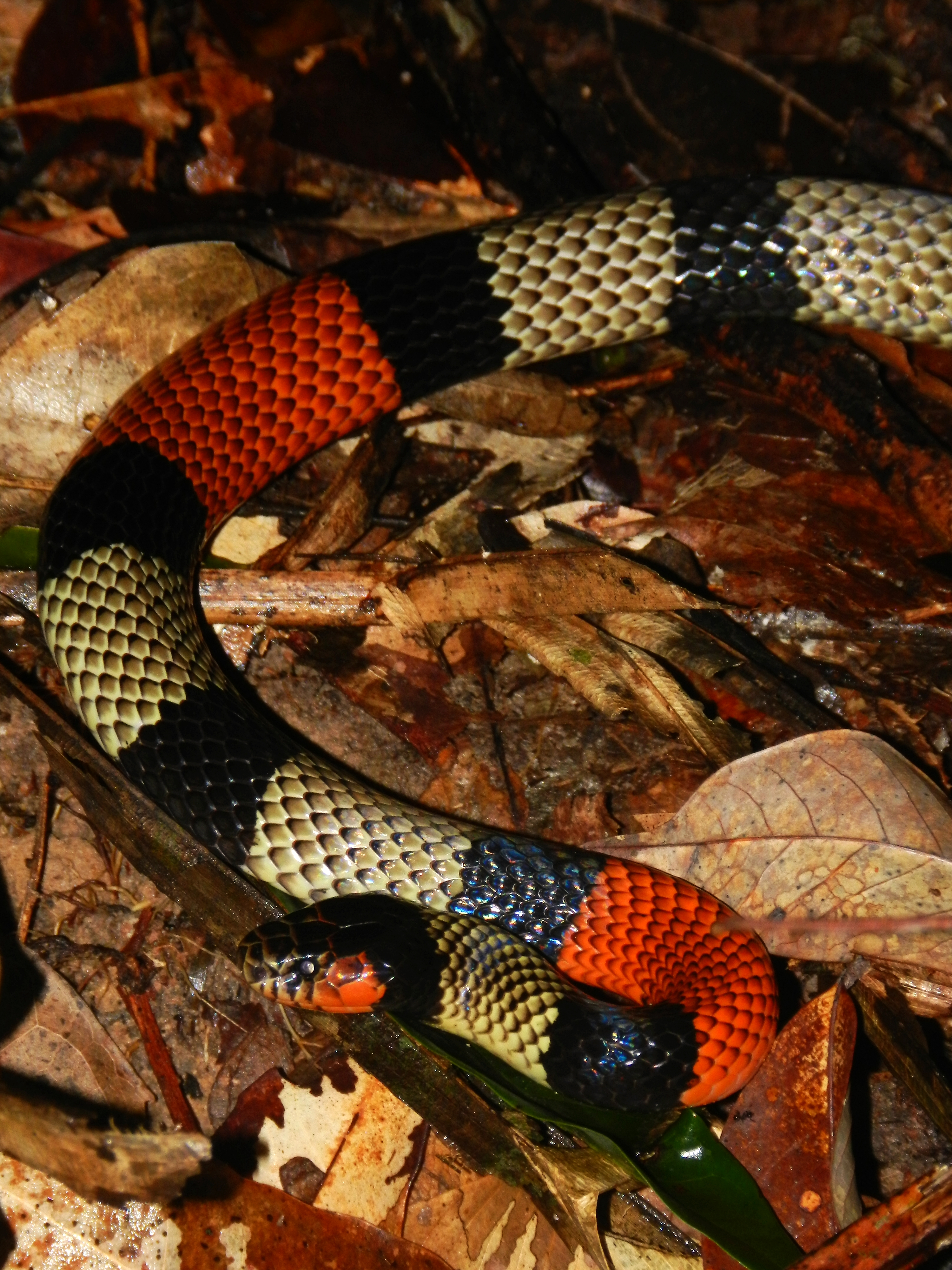
Micrurus spixii

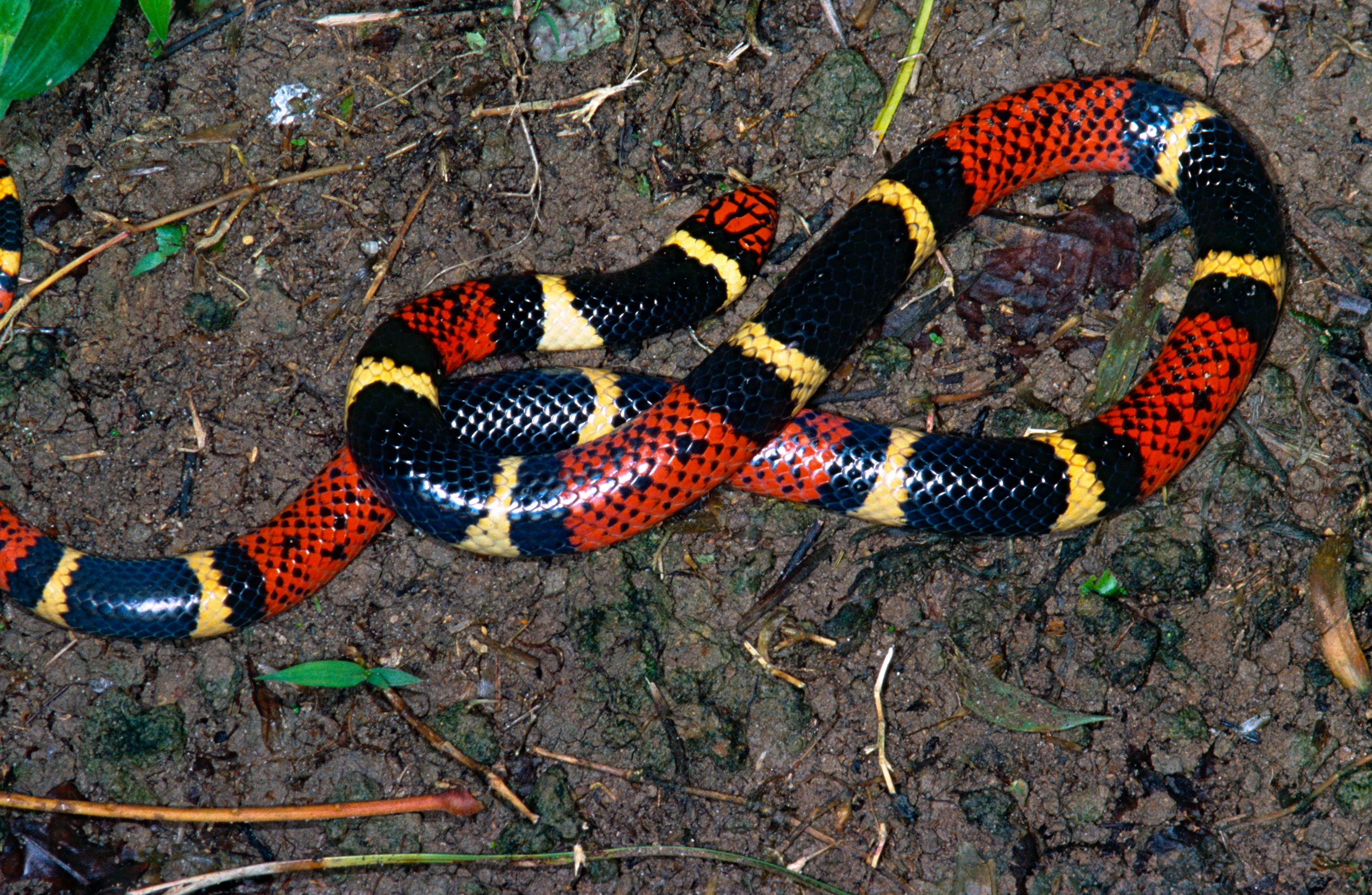
Micrurus surinamensis

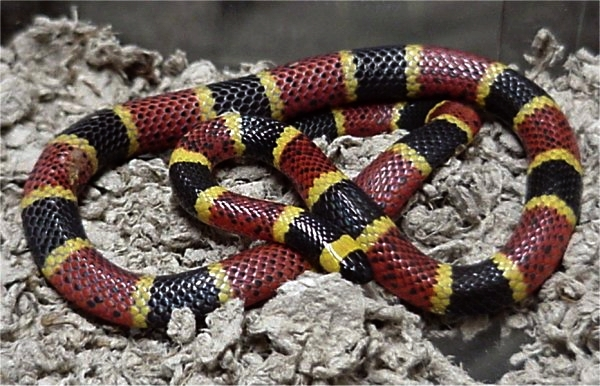
Micrurus tener

### GêneroLeptomicrurus
- Leptomicrurus collaris (Schlegel, 1837) – norte da América do Sul
  - Leptomicrurus collaris collaris (Schlegel, 1837)
  - Leptomicrurus collaris breviventris (Roze & Bernal-Carlo, 1987)
- Leptomicrurus narduccii (Jan, 1863) –
  - Leptomicrurus narduccii narduccii (Jan, 1863)
  - Leptomicrurus narduccii melanotus (W. Peters, 1881)

### GêneroMicruroides
- Micruroides euryxanthus (Kennicott, 1860) – Arizona e Sinaloa, no México
  - Micruroides euryxanthus australis Zweifel & Norris, 1955
  - Micruroides euryxanthus euryxanthus (Kennicott, 1860)
  - Micruroides euryxanthus neglectus Roze, 1967

### GêneroMicrurus
- Micrurus alleni K.P. Schmidt, 1936 – leste da Nicarágua, Costa Rica, e Panamá
  - Micrurus alleni alleni K.P. Schmidt, 1936
  - Micrurus alleni richardi Taylor, 1951
  - Micrurus alleni yatesi Taylor, 1954
- Micrurus altirostris (Cope, 1860) Brasil, Uruguai, Argentina
- Micrurus ancoralis (Jan, 1872) – Panamá, oeste da Colômbia, e oeste do Equador
  - Micrurus ancoralis ancoralis (Jan, 1872)
  - Micrurus ancoralis jani K.P. Schmidt, 1936
- Micrurus annellatus (W. Peters, 1871) – sudeste do Equador, leste do Peru, Bolívia, e oeste do Brasil
  - Micrurus annellatus annellatus (W. Peters, 1871)
  - Micrurus annellatus balzanii (Boulenger, 1898)
  - Micrurus annellatus bolivianus Roze, 1967
- Micrurus averyi K.P. Schmidt, 1939
- Micrurus bernadi (Cope, 1887)  - México
- Micrurus bocourti (Jan, 1872) - oeste do Equador e norte da Colômbia
- Micrurus bogerti Roze, 1967 - Oaxaca
- Micrurus browni K.P. Schmidt & H.M. Smith, 1943 – Quintana Roo e Honduras
  - Micrurus browni browni K.P. Schmidt & H.M. Smith, 1943
  - Micrurus browni importunus Roze, 1967
  - Micrurus browni taylori K.P. Schmidt & H.M. Smith, 1943
- Micrurus camilae Renjifo & Lundberg, 2003 Colômbia
- Micrurus catamayensis Roze, 1989 – Equador
- Micrurus clarki K.P. Schmidt, 1936 – Costa Rica e Colômbia
- Micrurus corallinus (Merrem, 1820)
- Micrurus decoratus (Jan, 1858)
- Micrurus diana Roze, 1983
- Micrurus diastema (A.M.C. Duméril, Bibron & A.H.A. Duméril, 1854)
  - Micrurus diastema aglaeope (Cope, 1859)
  - Micrurus diastema alienus (F. Werner, 1903)
  - Micrurus diastema affinis (Jan, 1858)
  - Micrurus diastema apiatus (Jan, 1858)
  - Micrurus diastema diastema (A.M.C. Duméril, Bibron & A.H.A. Duméril, 1854)
  - Micrurus diastema macdougalli Roze, 1967
  - Micrurus diastema sapperi (F. Werner, 1903)
- Micrurus dissoleucus (Cope, 1860)
  - Micrurus dissoleucus dissoleucus (Cope, 1860)
  - Micrurus dissoleucus dunni Barbour, 1923
  - Micrurus dissoleucus melanogenys (Cope, 1860)
  - Micrurus dissoleucus meridensis Roze, 1989
  - Micrurus dissoleucus nigrirostris K.P. Schmidt, 1955
- Micrurus distans (Kennicott, 1860)
  - Micrurus distans distans (Kennicott, 1860)
  - Micrurus distans michoacanensis (Dugės, 1891)
  - Micrurus distans oliveri Roze, 1967
  - Micrurus distans zweifeli Roze, 1967
- Micrurus dumerilii (Jan, 1858)
  - Micrurus dumerilii antioquiensis K.P. Schmidt, 1936
  - Micrurus dumerilii carinicaudus K.P. Schmidt, 1936
  - Micrurus dumerilii colombianus (Griffin, 1916)
  - Micrurus dumerilii dumerilii (Jan, 1858)
  - Micrurus dumerilii transandinus K.P. Schmidt, 1936
  - Micrurus dumerilii venezuelensis Roze, 1989
- Micrurus elegans (Jan, 1858)
  - Micrurus elegans elegans (Jan, 1858)
  - Micrurus elegans veraepacis K.P. Schmidt, 1933
- Micrurus ephippifer (Cope, 1886)
  - Micrurus ephippifer ephippifer (Cope, 1886)
  - Micrurus ephippifer zapotecus Roze, 1989
- Micrurus filiformis (Günther, 1859)
  - Micrurus filiformis filiformis (Günther, 1859)
  - Micrurus filiformis subtilis Roze, 1967
- Micrurus frontalis (A.M.C. Duméril, Bibron & A.H.A. Duméril, 1854) – do Brasil ao nordeste da Argentina
  - Micrurus frontalis brasiliensis Roze, 1967
  - Micrurus frontalis frontalis (A.M.C. Duméril, Bibron & A.H.A. Duméril, 1854)
  - Micrurus frontalis mesopotamicus Barrio & Miranda 1967
- Micrurus frontifasciatus (F. Werner, 1927) – Bolivian coral snake
- Micrurus fulvius (Linnaeus, 1766) – leste dos Estados Unidos
- Micrurus hemprichii (Jan, 1858)
  - Micrurus hemprichii hemprichii (Jan, 1858)
  - Micrurus hemprichii ortoni K.P. Schmidt, 1953
  - Micrurus hemprichii rondonianus Roze & da Silva, 1990
- Micrurus hippocrepis (W. Peters, 1862)
- Micrurus ibiboboca (Merrem, 1820)
- Micrurus isozonus (Cope, 1860)
- Micrurus langsdorffi (Wagler, 1824) –
  - Micrurus langsdorffi langsdorffi (Wagler, 1824)
  - Micrurus langsdorffi ornatissimus (Jan, 1858)
- Micrurus laticollaris (W. Peters, 1870)
  - Micrurus laticollaris laticollaris (W. Peters, 1870)
  - Micrurus laticollaris maculirostris Roze, 1967
- Micrurus latifasciatus K.P. Schmidt, 1933
- Micrurus lemniscatus (Linnaeus, 1758)
  - Micrurus lemniscatus carvalhoi Roze, 1967
  - Micrurus lemniscatus diutius Burger, 1955
  - Micrurus lemniscatus frontifasciatus (F. Werner, 1927)
  - Micrurus lemniscatus helleri K.P. Schmidt & F.J.W. Schmidt, 1925
  - Micrurus lemniscatus lemniscatus (Linnaeus, 1758)
- Micrurus limbatus Fraser, 1964
  - Micrurus limbatus limbatus Fraser, 1964
  - Micrurus limbatus spilosomus Pérez-Higaredo & H.M. Smith, 1990
- Micrurus margaritiferus Roze, 1967
- Micrurus medemi Roze, 1967
- Micrurus mertensi K.P. Schmidt, 1936
- Micrurus mipartitus (A.M.C. Duméril, Bibron & A.H.A. Duméril, 1854) – redtail coral snake
  - Micrurus mipartitus anomalus (Boulenger, 1896)
  - Micrurus mipartitus decussatus (A.M.C. Duméril, Bibron, & A.H.A. Duméril, 1854)
  - Micrurus mipartitus mipartitus (A.M.C. Duméril, Bibron & A.H.A. Duméril, 1854)
  - Micrurus mipartitus semipartitus (Jan, 1858)
- Micrurus multifasciatus (Jan, 1858) – many-banded coral snake
  - Micrurus multifasciatus multifasciatus (Jan, 1858)
  - Micrurus multifasciatus hertwigi (F. Werner, 1897)
- Micrurus multiscutatus Rendahl & Vestergren, 1940
- Micrurus nebularis Roze, 1989
- Micrurus nigrocinctus (Girard, 1854)
  - Micrurus nigrocinctus babaspul Roze, 1967
  - Micrurus nigrocinctus coibensis K.P. Schmidt, 1936
  - Micrurus nigrocinctus divaricatus (Hallowell, 1855)
  - Micrurus nigrocinctus mosquitensis K.P. Schmidt, 1933
  - Micrurus nigrocinctus nigrocinctus (Girard, 1854)
  - Micrurus nigrocinctus ovandoensis K.P. Schmidt & H.M. Smith, 1943
  - Micrurus nigrocinctus wagneri Mertens, 1941
  - Micrurus nigrocinctus yatesi Dunn, 1942
  - Micrurus nigrocinctus zunilensis K.P. Schmidt, 1932
- Micrurus pacaraimae Morato de Carvalho, 2002
- Micrurus pachecogili Campbell, 2000
- Micrurus paraensis da Cunha & Nascimento, 1973
- Micrurus peruvianus K.P. Schmidt, 1936
- Micrurus petersi Roze, 1967
- Micrurus proximans H.M. Smith & Chrapliwy, 1958
- Micrurus psyches (Daudin, 1803)
  - Micrurus psyches circinalis (A.M.C. Duméril, Bibron & A.H.A. Duméril, 1854)
  - Micrurus psyches donosoi Hoge, Cordeiro & Romano, 1976
  - Micrurus psyches psyches (Daudin, 1803)
- Micrurus putumayensis Lancini, 1962
- Micrurus pyrrhocryptus (Cope, 1862)
- Micrurus remotus Roze, 1987
- Micrurus renjifoi Lamar, 2003
- Micrurus ruatanus (Günther, 1895)
- Micrurus sangilensis Nicéforo-María, 1942
- Micrurus scutiventris (Cope, 1869)
- Micrurus silviae Di-Bernardo et al., 2007
- Micrurus spixii (Wagler, 1824) – Amazon coral snake
  - Micrurus spixiii martiusi K.P. Schmidt, 1953
  - Micrurus spixii obscurus (Jan, 1872)
  - Micrurus spixii princeps (Boulenger, 1905)
  - Micrurus spixii spixii (Wagler, 1824)
- Micrurus spurelli (Boulenger, 1914)
- Micrurus steindachneri (F. Werner, 1901)
  - Micrurus steindachneri orcesi Roze, 1967
  - Micrurus steindachneri steindachneri (F. Werner, 1901)
- Micrurus stuarti Roze, 1967
- Micrurus surinamensis (Cuvier, 1817)
  - Micrurus surinamensis nattereri K.P. Schmidt, 1952
  - Micrurus surinamensis surinamensis (Cuvier, 1817)
- Micrurus tamaulipensis Lavin-Murcio & Dixon, 2004
- Micrurus tener (Baird & Girard, 1853) –
  - Micrurus tener fitzingeri (Jan, 1858)
  - Micrurus tener maculatus Roze, 1967
  - Micrurus tener microgalbineus Brown, & H.M. Smith, 1942
  - Micrurus tener tener (Baird & Girard, 1853)
- Micrurus tricolor (Hoge, 1956)
- Micrurus tikuna (Feitosa, Da Silva, Pires, Zaher & Prudente, 2015)
- Micrurus tschudii (Jan, 1858)
  - Micrurus tschudii olssoni K.P. Schmidt & F.J.W. Schmidt, 1925
  - Micrurus tschudii tschudii (Jan, 1858)

## Mimetismo

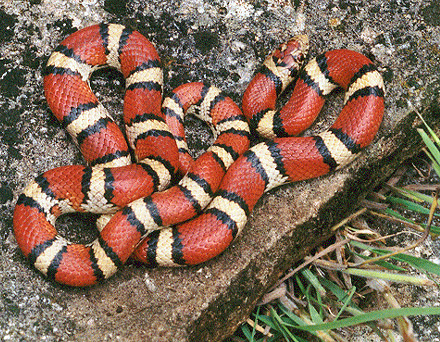
Lampropeltis triangulum

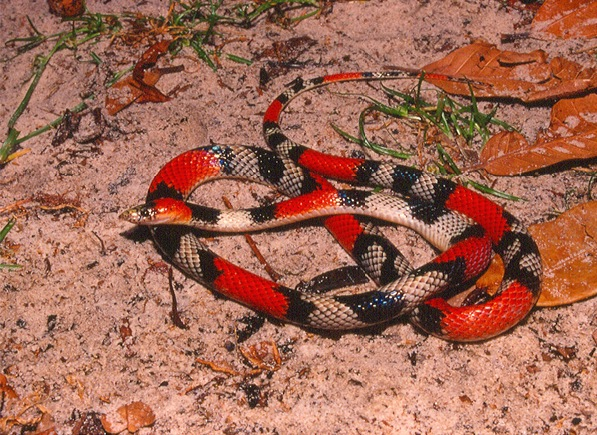
Oxyrhopus trigeminus

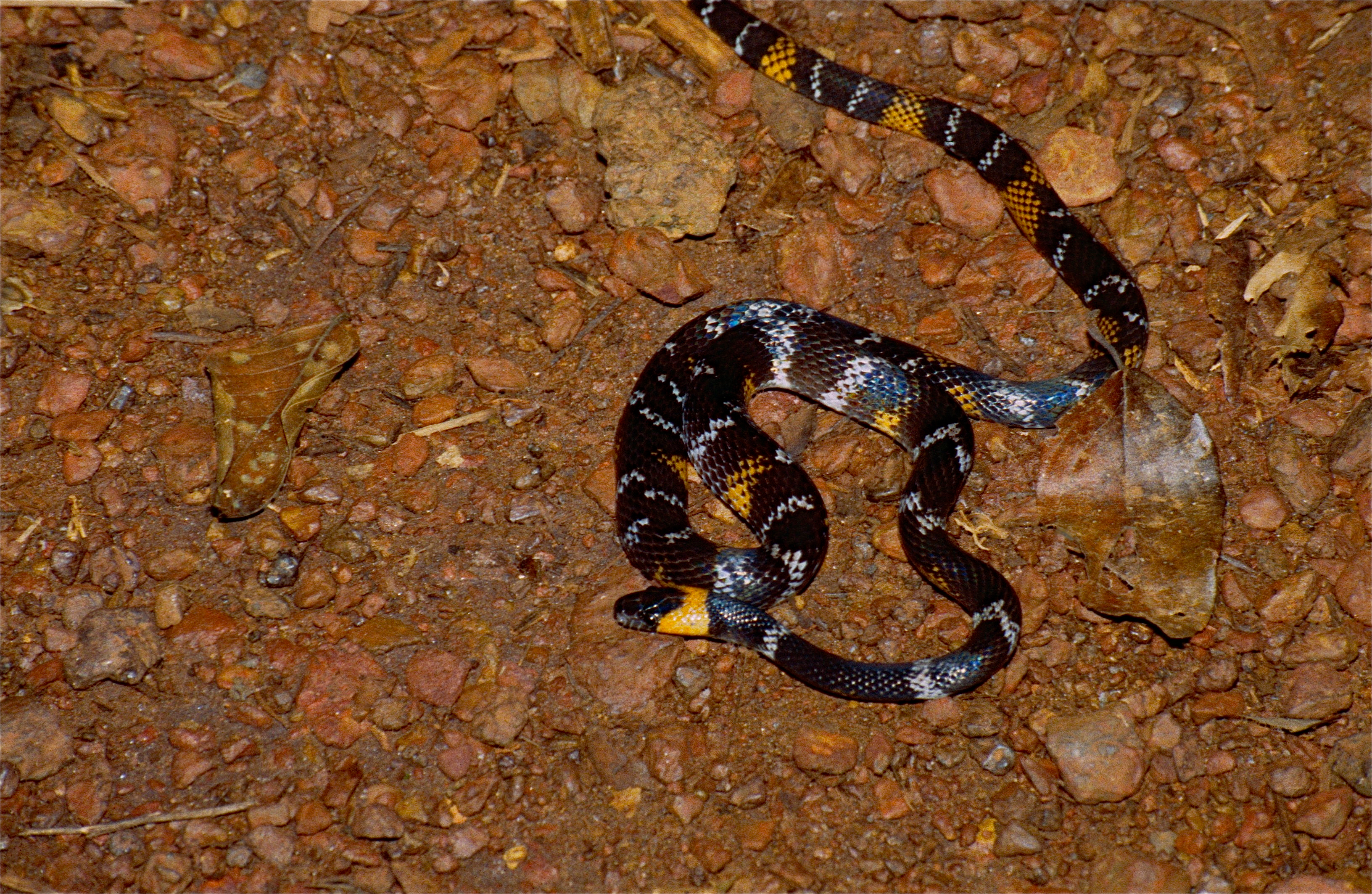
Oxyrhopus melanogenys

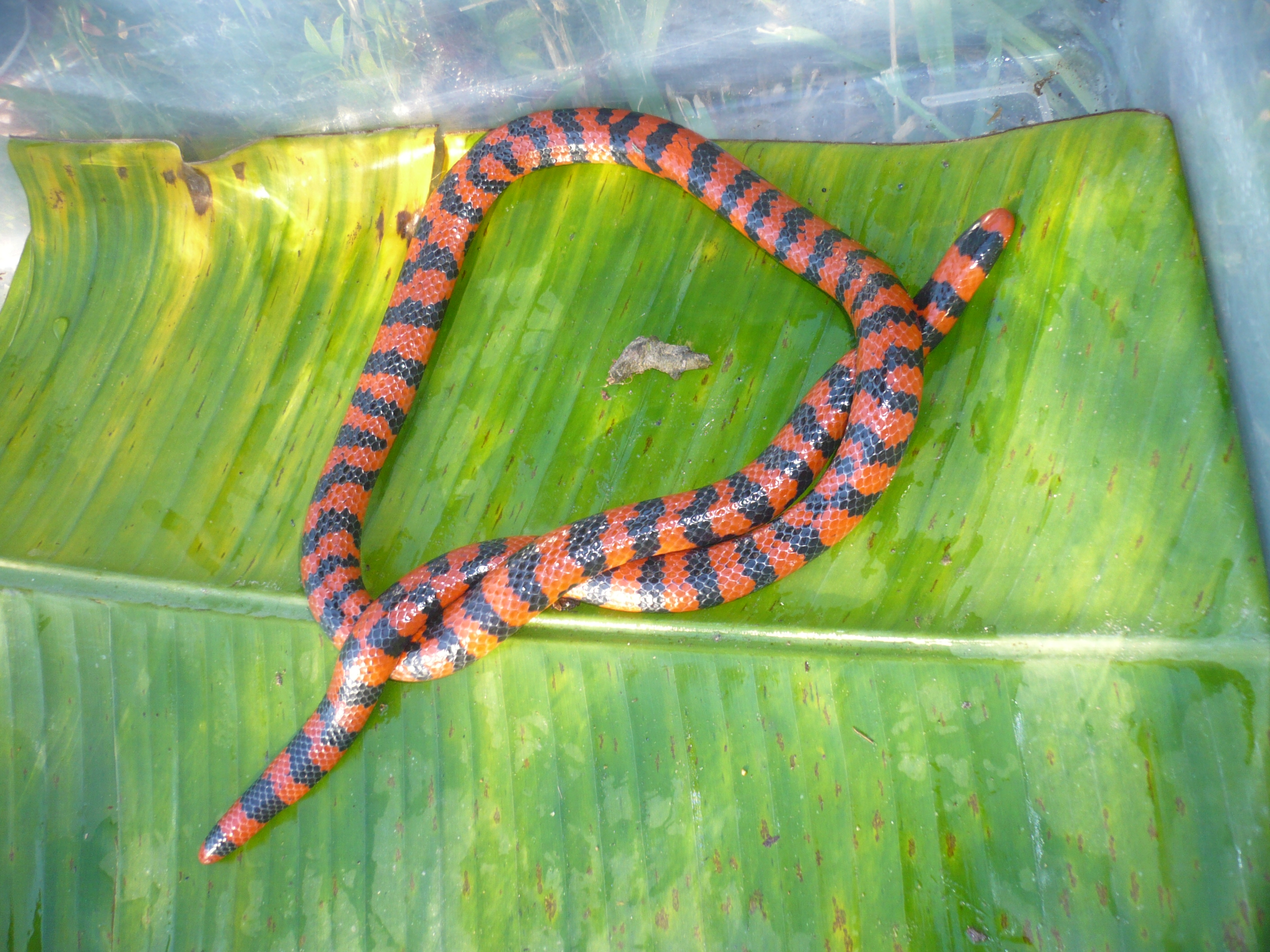
Anilius scytale

As corais-verdadeiras são mimetizadas por outras espécies de cobras, conhecidas popularmente por falsas-corais, espécies com veneno menos tóxico e até mesmo não venenosas. Estudos mostram que essa é uma estratégia eficiente de defesa, dado que a coloração aposemática das corais-verdadeiras detém o ataque de muitos predadores, sendo que elas servem como "modelo". Isso é corroborado pelo fato de que em regiões onde não ocorrem corais-verdadeiras, espécies que mimetizam sua coloração não são menos predadas.  As espécies que mimetizam corais-verdadeiras pertencem às famílias e aos gêneros:
- Família Dipsadidae
  - Gênero Atractus
  - Gênero Apostolepis
  - Gênero Phalotris
  - Gênero Hydrodynastes
  - Gênero Hydrops
  - Gênero Boiruna
  - Gênero Clelia
  - Gênero Drepanoides
  - Gênero Mussurana
  - Gênero Oxyrhopus
  - Gênero Pseudoboa
  - Gênero Siphlophis
  - Gênero Erythrolampus
  - Gênero Xenodon
- Família Colubridae
  - Gênero Cemophora
  - Gênero Chionactis
  - Gênero Lampropeltis
  - Gênero Pliocercus
  - Gênero Rhinobothryum
  - Gênero Simophis
  - Gênero Rhinocheilus
- Família Aniliidae
  - Gênero Anilius